# August Zierhoffer
August Karol Zierhoffer (ur. 23 lutego 1893 w Wiśniowczyku, zm. 22 lutego 1969 w Poznaniu) – polski geograf i geolog, profesor Uniwersytetu Poznańskiego.
W pracy naukowej zajmował się geografią fizyczną, a także geografią gospodarczą i osadnictwem. Wypracował nowe koncepcje metodologiczne w badaniach geograficznych. Opublikował łącznie ponad 220 prac naukowych.

## Życiorys
Był synem lekarza. Brał udział w walkach o Lwów 1918/1919 w trakcie wojny polsko-ukraińskiej. Studiował na Uniwersytecie Lwowskim, m.in. pod kierunkiem Eugeniusza Romera. W 1922 obronił pracę doktorską Poddyluwialna powierzchnia Polski (1926 opublikowana). Pracował na Wydziale Matematyczno-Przyrodniczym Uniwersytetu Jana Kazimierza we Lwowie, w 1927 habilitował się (praca Północna krawędź Podola w świetle powierzchni kredowej) i został profesorem Wyższej Szkoły Handlu Zagranicznego we Lwowie; 1932–1933 pełnił funkcję rektora tej uczelni. W 1932 ponownie nawiązał współpracę z UJK, obejmując kierownictwo Katedry Geografii po E. Romerze. Był profesorem nadzwyczajnym uniwersytetu od 1933. Na przełomie czerwca/lipca 1939 został wybrany ostatnim dziekanem Wydziału Matematyczno-Przyrodniczego polskiego UJK w okresie II RP.
W okresie okupacji niemieckiej pracował w szkołach średnich, pełniąc jednocześnie obowiązki dziekana na tajnym uniwersytecie we Lwowie i rektora w tajnej Akademii Handlu Zagranicznego. Utrzymywał ścisłe kontakty z AK.
Po wojnie w marcu 1945 przymusowo wysiedlony ze Lwowa do Przemyśla, latem 1945 osiadł w Poznaniu. Został kierownikiem Katedry Geografii Uniwersytetu Poznańskiego po zamordowanym w czasie wojny Stanisławie Pawłowskim. W 1947 uzyskał tytuł profesora zwyczajnego, a w latach 1947–1957 kierował Instytutem Geograficznym uniwersytetu (przemianowanego na Uniwersytet Adama Mickiewicza, UAM). Był członkiem honorowym Polskiego Towarzystwa Geograficznego, członkiem korespondentem PAU, przewodniczącym Komisji Geograficzno-Geologicznej Poznańskiego Towarzystwa Przyjaciół Nauk.
W 1955 odznaczony Medalem 10-lecia Polski Ludowej.
Pochowany na Cmentarzu Junikowo w Poznaniu (1/A/85).

## Życie prywatne
Z małżeństwa z Małgorzatą Schellenberg (zawartego w 1923) miał trzech synów, m.in. Karola (ur. 1924), językoznawcę, profesora UAM.